# Querol (Alta Cerdanya)
Querol ([kə'ɾol],Carol antigament en català i oficialment en francès) és un llogaret del municipi cerdà de Porta, a la Catalunya del Nord. Se situa a 1.350 metres d'altitud, la riba dreta del riu del mateix nom, que així mateix dona nom a la vall on és.

## Etimologia
Querol és etimològicament un derivat del mot Quer (pedra).

## Història
El nom de Querol ja és documentat el 1011. A l'Edat Mitjana, aquest nucli era el més important de la vall, gràcies a la protecció que rebia del seu castell, a redós del qual es construïren les cases del poble. En ser domini reial, els monarques catalans li atorgaren diversos privilegis, com el que Jaume I concedí el 1243 eximint els vilatans dels mals usos i concedint-los el dret a usar el bosc de Campcardós per tal d'obtenir-ne fusta, aigua i terrenys per a pastures.

## Castell de Querol

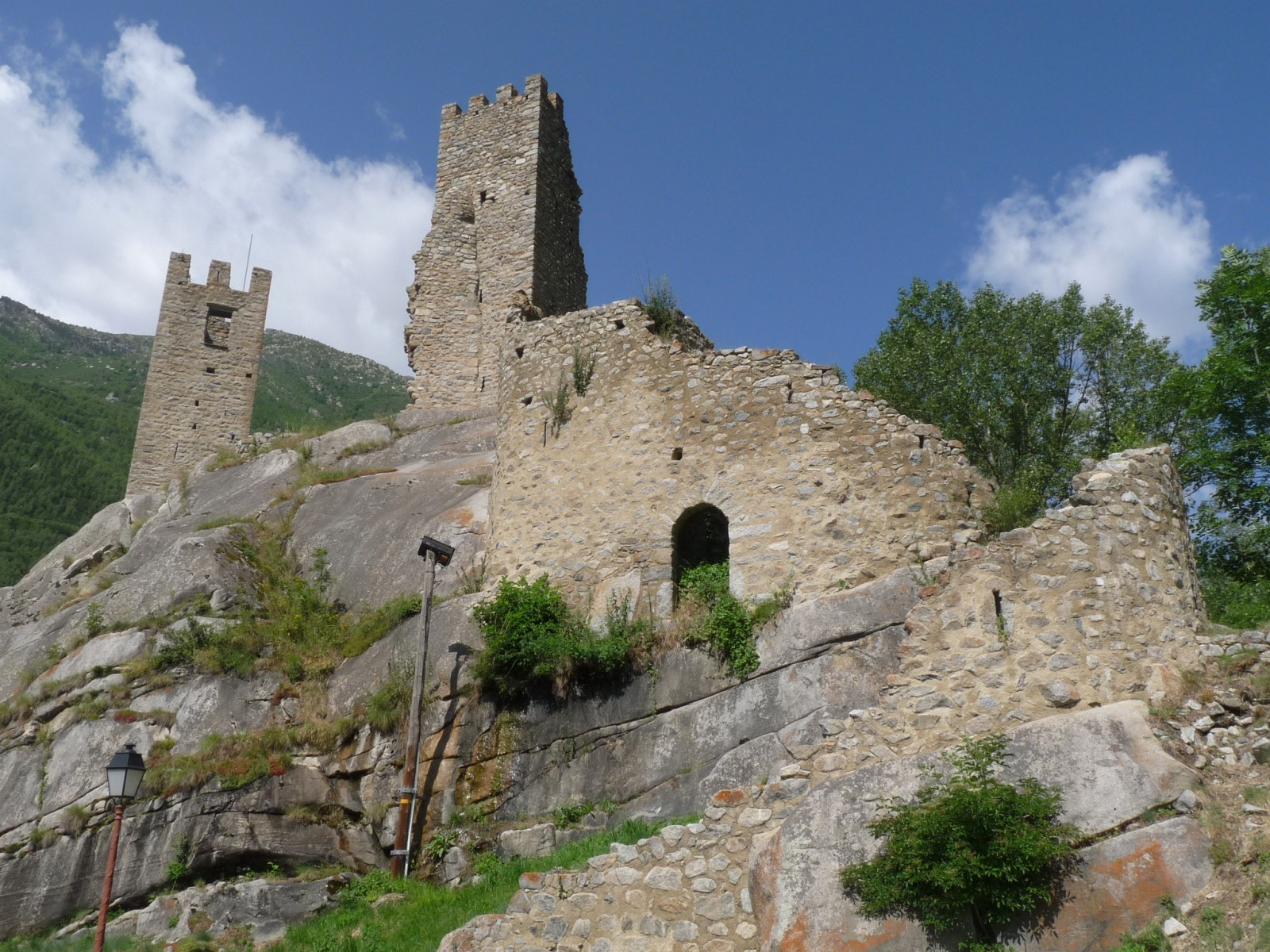
Les Torres de Querol

El castell de Querol havia servit de residència del batlle reial, que també era castlà de la població. La gran edificació que havia estat en el passat, amb dos recintes, és recordada en l'actualitat per una torre i les restes d'una altra, corresponents ambdues al recinte superior o sobirà. D'aquest clos superior en resten, ultra aquestes torres dels segles XII o XIII, restes dels murs que el limitaven. La torre més ben conservada fa 10 metres d'alçada, en tres nivells, i és de planta quadrada, feta de pedres grosses. Està rematada per merlets; va servir de cort de porcs a començaments del segle xx. L'altra torre hauria estat semblant, però de planta més rectangular, com encara es pot veure, malgrat que se n'hagi afonat la façana nord. Per defora del recinte principal, o sobirà, hi havia el segon, el "clos jussà", del qual encara resten murs de força alçada, delimitant un espai poligonal amb accés per un arc de mig punt adovellat.